# Cattedrale di San Moloc
La cosiddetta Cattedrale di St Moloc (St Molaug in inglese) si trova sull’isola scozzese di Lismore appena al largo della costa di Oban. Come congregazione della Chiesa di Scozia, che è presbiteriana, l'attuale chiesa parrocchiale del 1749 sorge sul sito del coro della cattedrale abbandonata del XIII secolo, incorporando gran parte del suo materiale, ma ricostruita in uno stile del XVIII secolo.

## Storia

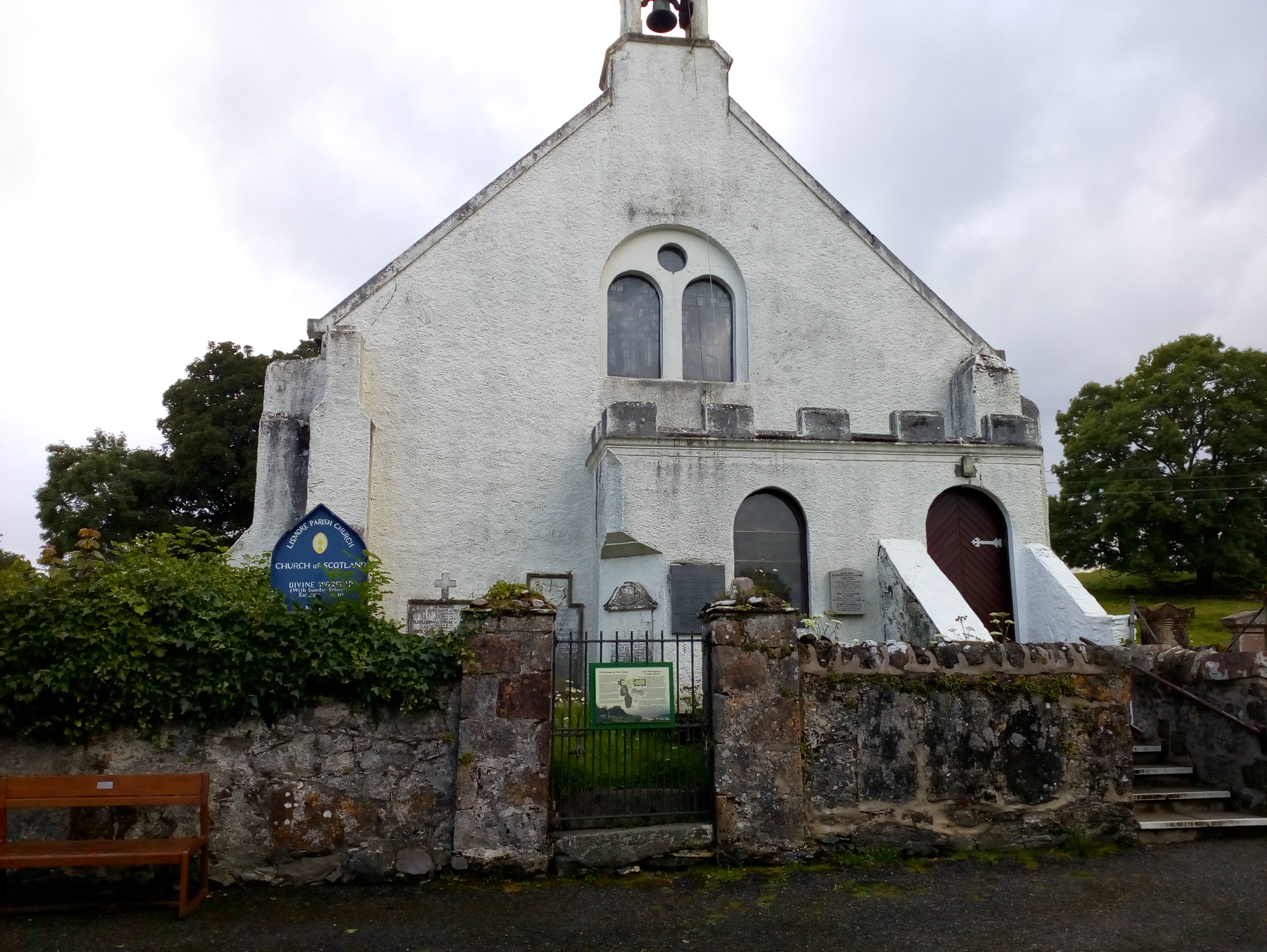
La chiesa attuale

San Moloc fondò nel VI secolo un monastero sull'isola. Era un importante centro del cristianesimo in Scozia, e la sede della successiva diocesi medievale di Argyll. Agli occhi moderni sembra una posizione isolata, ma in un'epoca in cui il trasporto più veloce e affidabile era l'acqua, Lismore era situata in una posizione ideale. 
La diocesi di Argyll era la più povera della Scozia, e la cattedrale del XIV secolo era di dimensioni molto modeste. Nel 1749 il coro fu convertito in chiesa parrocchiale. A tale scopo, l'edificio è stato abbassato e ha ottenuto nuove finestre. La navata e la torre occidentale della cattedrale furono ridotte alle fondamenta. Le principali caratteristiche medievali sopravvissute sono tre porte, una bloccata, un'altra originariamente l'ingresso attraverso il pulpito, una piscina e il sedile a tre arcate. Diverse lastre tombali tardo medievali sono conservate nella chiesa o nel cimitero adiacente. 
L'edificio è in uso come chiesa parrocchiale di Lismore, una congregazione della Chiesa di Scozia oggi collegata in un’unica gestione con la chiesa parrocchiale di Appin sulla terraferma. L’intitolazione di cattedrale è puramente turistica essendo completamente scomparso, a differenza delle cattedrali scozzesi riconosciute, l’impianto originale medievale.